# AOA Cream
AOA Cream (кор. 에이오에이 크림) — саб-юнит южнокорейской группы AOA, созданный под руководством FNC Entertainment в 2016 году. Состоит из трех участниц AOA: Юна, Хечжон, Чханми.
Группа примечательна своим дебютным синглом «I’m Jelly Baby».

## История
В начале 2016 года FNC Entertainment официально объявило о создании подгруппы. В начале февраля того же года лейбл начал предоставлять тизеры участников для их предстоящего дебюта.
Их дебютный сингл «I’m Jelly Baby» (질투 나요 BABY) был выпущен 11 февраля 2016 года. Сингл достиг максимума на 25-м месте корейский чартов Gaon. Песня «I’m Jelly Baby» была написана продюсерским дуэтом Black Eyed Pilseung (досл. «Черноглазая победа»), которые написали такие хиты как «Touch My Body» группы SISTAR и «Like OOH-AHH» группы TWICE.
Их успех помог девушкам побывать на обложках разных журналов, включая Cosmopolitan.

## Участники
- Юна (кор. 유나), настоящее имя: Со Ю На (кор. 서유나), род. 30 декабря 1992 г. в Пусане.
- Хечжон (кор. 혜정), настоящее имя: Син Хе Чжон (кор. 신혜정), род. 10 августа 1993 г. в Пхочхоне, Кёнгидо.
- Чханми (кор. 찬미), настоящее имя: Ким Чхан Ми (кор. 김찬미), род. 19 июня 1996 г. в Куми, Кёнсан-Пукто.

## Фильмография

### Развлекательные шоу
| Год  | Название    | Канал      | Роль  | Ссылка |
| ---- | ----------- | ---------- | ----- | ------ |
| 2016 | Weekly Idol | MBC Every1 | Гость | [ 9 ]  |

## Дискография

### Синглы
| Название                  | Год  | Позиция в чарте | Продажи              | Альбом            |
| Название                  | Год  | KOR             | Продажи              | Альбом            |
| ------------------------- | ---- | --------------- | -------------------- | ----------------- |
| I’m Jelly Baby муз. видео | 2016 | 26              | - KOR (DL): 168,192+ | сингл без альбома |